# Talsperre Abrilongo
Die Talsperre Abrilongo (portugiesisch Barragem de Abrilongo) liegt in der Region Alentejo Portugals im Distrikt Portalegre. Sie staut den Abrilongo, einen rechten (nördlichen) Nebenfluss des Guadiana, zu einem Stausee auf. Die Kleinstadt Campo Maior befindet sich ungefähr acht Kilometer südöstlich der Talsperre.
Mit dem Projekt zur Errichtung der Talsperre wurde im Jahre 1993 begonnen. Der Bau wurde 2000 fertiggestellt. Die Talsperre dient der Bewässerung. Sie ist im Besitz der DGADR und wird von der Associação de Beneficiários do Xévora betrieben.

## Absperrbauwerk
Das Absperrbauwerk besteht aus einem Staudamm mit einer Höhe von 29 m über der Gründungssohle (27 m über dem Flussbett). Die Dammkrone liegt auf einer Höhe von 254,7 m über dem Meeresspiegel. Die Länge der Dammkrone beträgt 1.063 m und ihre Breite 8 m. Das Volumen des Staudamms umfasst 494.900 m³.
Der Staudamm verfügt sowohl über einen Grundablass als auch über eine Hochwasserentlastung. Über den Grundablass können maximal 5 m³/s abgeleitet werden, über die Hochwasserentlastung maximal 420 m³/s. Das Bemessungshochwasser liegt bei 619 (bzw. 610) m³/s; die Wahrscheinlichkeit für das Auftreten dieses Ereignisses wurde mit einmal in 1000 Jahren bestimmt.

## Stausee
Beim normalen Stauziel von 252 m (maximal 253,7 m bei Hochwasser) erstreckt sich der Stausee über eine Fläche von rund 2,95 km² und fasst 19,9 Mio. m³ Wasser – davon können 18,9 Mio. m³ genutzt werden. Das minimale Stauziel liegt bei 241,2 m.